# Knotane

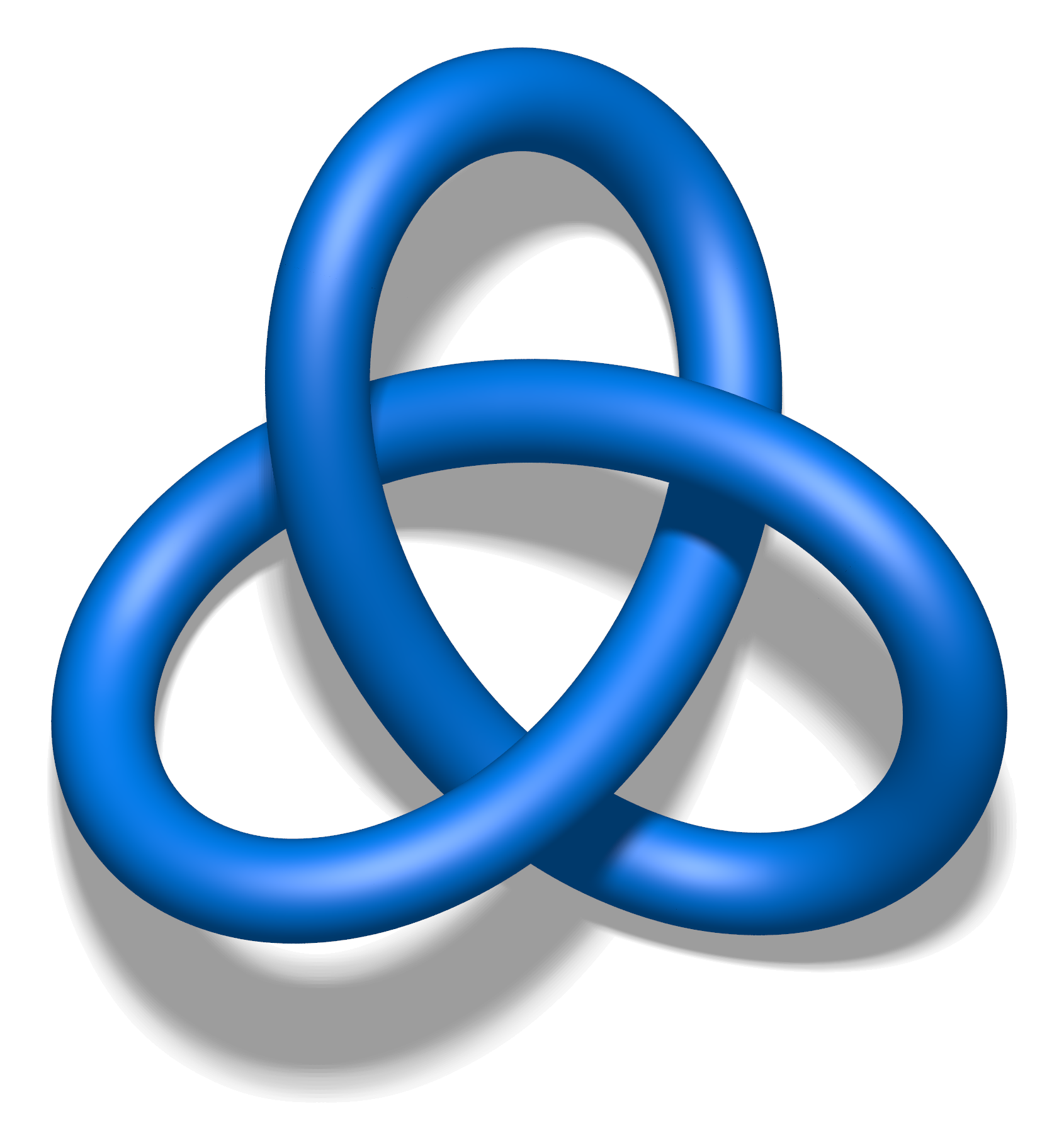
Prinzipielle Struktur eines Knotans mit Kleeblattschlingenstruktur.

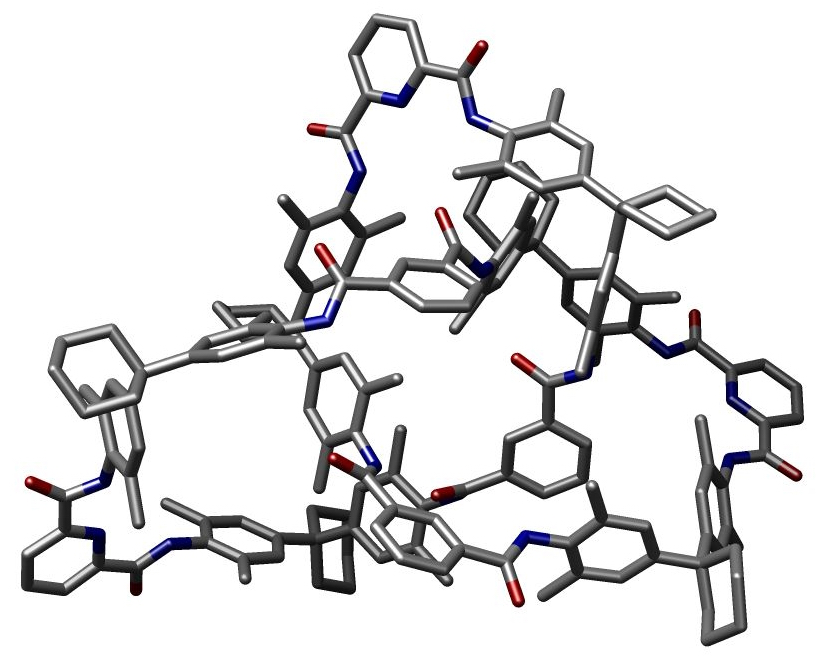
Struktur eines von Fritz Vögtle synthetisierten Knotans.

Knotane, auch molekulare Knoten genannt, sind Makromoleküle mit mechanisch verriegelter molekularer Architektur und analogen Aufbau zu einem makroskopischen Knoten. Der Begriff Knotane wurde von Fritz Vögtle im Jahr 2000 analog zu Rotaxanen und Catenanen geprägt, ist jedoch noch nicht von der IUPAC offiziell bestätigt worden. Ein molekularer Knoten mit einer Kleeblattschlingen-Konfigurations weist auf Grund topologischer Isomerie mindestens zwei Enantiomere auf und ist chiral. Beispiele für natürlich gebildete Knotane sind bei bestimmten Proteinen bekannt. Das erste Knotan wurde im Jahre 1989 vom Nobelpreisträger Jean-Pierre Sauvage und Christiane Dietrich-Buchecker synthetisiert. Einen Kleeblattknoten aus Einzelstrang-DNA synthetisierten 1991 Nadrian Seeman mit Kollegen, wobei sie die Selbstzusammenbau-Eigenschaften von DNA nutzten.
Mittlerweile wurden eine Reihe von Knotanen – auch mit Mehrfachknotenstruktur – hergestellt.